# فرنسيسكو غونزاليس فلار
فرنسيسكو غونزاليس فلار (بالإنجليزية: Francisco González Valer)‏ (و. 1939  م) هو كاهن كاثوليكي إسباني، ولد في أركوس دي جالون.

## مناصب
تولى منصب أسقف كاثوليكي (منذ 11 فبراير 2002)
- أسقف من غير أبرشية [الإنجليزية]‏.

## التعليم
تعلم في الجامعة الكاثوليكية الأمريكية.